# Februarstreik
Als Februarstreik (niederländisch Februaristaking) wird in den Niederlanden ein Generalstreik im Jahr 1941 gegen die deutsche Besatzung im Zweiten Weltkrieg bezeichnet.

## Vorgeschichte
Nach der Invasion durch die Wehrmacht am 10. Mai 1940 („Fall Gelb“) wurde der Großteil des Landes in kürzester Zeit überrannt, und Widerstand wurde nur von einer spärlich ausgerüsteten niederländischen Armee geleistet.
Am 11. Februar 1941 kam es nach provokativen Aufmärschen und Übergriffen niederländischer Nationalsozialisten rund um den Waterlooplein im Amsterdamer Judenviertel Jodenbuurt zu Zusammenstößen und Schlägereien zwischen Mitgliedern der „Wehrabteilung“ und überwiegend jüdischen Bewohnern des Amsterdamer Viertels. Dabei erlitt ein niederländischer Nationalsozialist, Wachtmeister Hendrik Evert Koot, schwere Kopfverletzungen, an denen er drei Tage später starb. Die Deutschen riegelten das Viertel ab, verhafteten 425 jüdische Männer und verbrachten sie nach Buchenwald und Mauthausen, wo die meisten im Verlauf des Jahres starben und mit zwei Ausnahmen keiner die NS-Zwangsarbeit überlebte. Dieses brutale Vorgehen wird als Auslöser des Streiks angesehen. Hans Böhmcker, der Vertreter des im Urlaub weilenden Arthur Seyß-Inquart, befahl Abraham Asscher und zwei Rabbinern, einen Judenrat zusammenzustellen, dessen erste Pflichtaufgabe es war, alle Juden zur sofortigen Ablieferung von Waffen aller Art aufzurufen. Am 17. Februar wurde die Absperrung des jüdischen Viertels bis auf Weiteres verlängert und die Verwaltung wurde über Pläne zur Einrichtung eines Ghettos informiert.
Der Generalkommissar für das Sicherheitswesen Hanns Albin Rauter führte am 22. und 23. Februar 1941 die ersten Razzien und Massenverhaftungen von Juden in Amsterdam durch. Als Rechtfertigung dieser Maßnahmen hatte Rauter in der NSB-Parteizeitung Volk en Vaderland Koots Tod in blutrünstiger Weise dargestellt und schrieb, dass „ein Jude die Arterie des Opfers aufriss und das Blut aussaugte“, eine Anspielung auf die mittelalterliche Ritualmordlegende. Nach dem Polizeibericht vom 18. Februar 1941 sei Koot mit einem schweren Gegenstand durch einen Schlag auf den Kopf verwundet worden. Zudem kam es am 19. Februar zu einem Angriff auf eine Eisdiele im jüdischen Viertel, bei dem eine Patrouille der deutschen Ordnungspolizei verwundet wurde.

## Der Streik

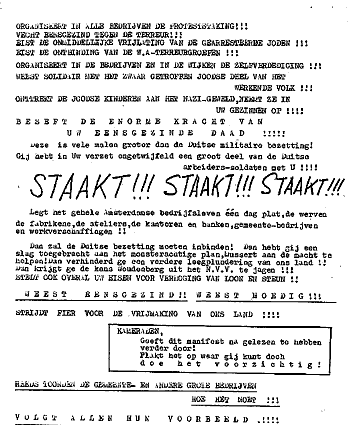
Aufruf zum Streik, 1941

Am 24. Februar fand am Noordermarkt in Amsterdam eine öffentliche Versammlung statt, an der zahlreiche Büroangestellte teilnahmen. Dort riefen Piet Nak und Dirk van Nimwegen zum Streik auf. In der Nacht verfasste die mittlerweile illegale niederländische Kommunistische Partei der Niederlande (CPN) einen Streikaufruf, vervielfältigte ihn und organisierte die Verteilung vor den Fabriktoren.  Die Demonstrationen vom 25. Februar 1941 und Folgetag in Amsterdam gingen als „Februarstreik“ in die niederländische Geschichte ein. In Amsterdam kam der öffentliche Nahverkehr zum Erliegen. Straßenbahnen, deren Fahrer beim Streik nicht gleich mitmachen wollten, wurden mit Steinen beworfen, angehalten oder gar umgestürzt. Die städtischen Bediensteten beteiligten sich, der Schiffbau auf den Werften wurde gestoppt, die Stahlindustrie kam zum Erliegen, Schüler verließen die Klassenräume, in der ganzen Stadt waren Geschäfte und Büros geschlossen. Am folgenden Tag weitete sich der Streik auf die Gebiete Zaanstreek, Kennemerland (Haarlem und Velsen, die Hochöfen), Hilversum, Utrecht und Weesp aus.
Am zweiten Tag begann Rauter damit, den Streik gewaltsam niederschlagen zu lassen, und wies die Amsterdamer Polizei und den deutschen Ordnungsdienst an, auch mit Schusswaffen gegen die Demonstranten vorzugehen. Der deutsche Militärbefehlshaber, General Friedrich Christiansen, verhängte den Ausnahmezustand über Nordholland.  Es gab etwa vierzig Verletzte und neun Tote. Am Abend des 26. Februars war der Generalstreik gewaltsam beendet.

## Folgen

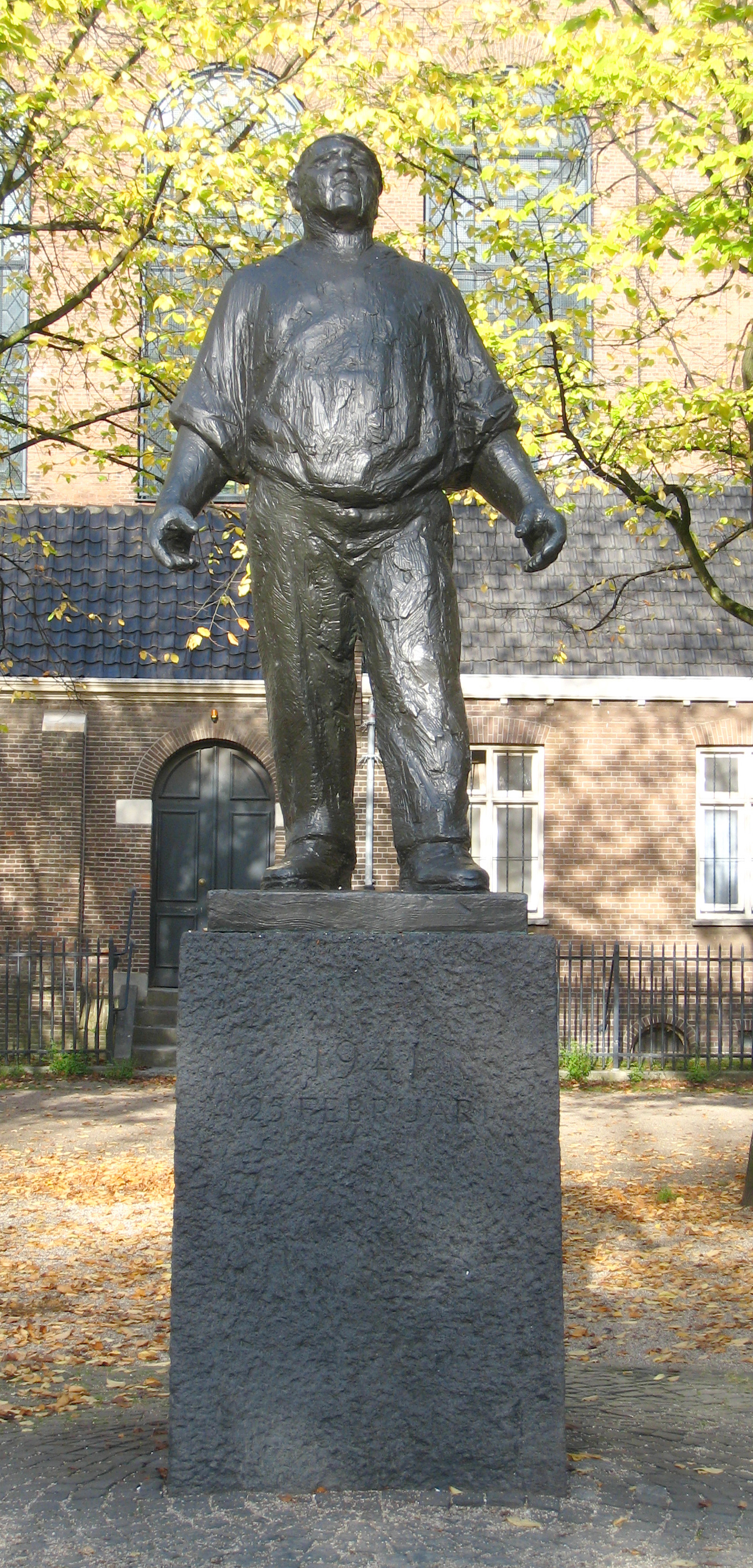
De Dokwerker in Amsterdam

Gleichwohl hatte der Streik gezeigt, „dass sich in den Niederlanden eine Repressionspolitik nicht ohne Widerstand durchführen ließ, und… 

„…dass sich die von Seyß-Inquart angestrebte Nazifizierung der Niederlande von innen heraus als eine Schimäre erweisen musste.“

Während das Interesse der Weltöffentlichkeit ansonsten kaum den Ereignissen in den Niederlanden galt, berichtete die internationale Presse eingehend über den Generalstreik. Nach dem Ende des Streiks suchten die Besatzungsbehörden nach Initiatoren, vor allem aus den Reihen der CPN. Am 5. März wurde der jüdische Kommunist Leendert Schijveschuurder festgenommen, als er Plakate klebte, die zu einem neuen Streik am 6. März aufriefen; er wurde in einem Schnellverfahren zum Tode verurteilt und am folgenden Tag erschossen. Er war der erste Niederländer, der von den Deutschen erschossen wurde. Am 13. März wurden drei weitere Kommunisten, Hermanus Coenradi, Joseph Eijl und Eduard Hellendoorn, als Anführer des Streiks in der Waalsdorpervlakte erschossen. 22 weitere Kommunisten wurden zu je zehn Jahren Zuchthaus verurteilt; zwei davon kamen in deutscher Haft um.
Der Reichskommissar verhängte hohe Geldstrafen gegen verschiedene Städte und die Besatzer verschärften ihre Verbote und Vorschriften gegenüber der niederländischen Bevölkerung.
Jedes Jahr wird in Amsterdam am 25. Februar beim „Dokwerker“, dem Hafenarbeiterdenkmal, am Jonas-Daniël-Meijer-Platz mit einem Schweigemarsch an den Streik erinnert.

## Deutungen
Die Enzyklopädie des Nationalsozialismus definiert die Ereignisse als „Proteststreik“ gegen die antisemitische Politik der deutschen Verwaltung in den Niederlanden, der den Besatzern deutlich machte, dass mit einer „Selbstnazifizierung“ der Niederländer nicht zu rechnen war.
Auch der Rechtshistoriker Mathias Middelberg wertet den Februarstreik als Zäsur: Die Massenproteste zeigten den Besatzern, dass die Niederländer nicht für Nationalsozialismus zu gewinnen waren. Die Kundgebungen bewirkten einen Strategiewechsel in der Besatzungspolitik, die sich nunmehr offenkundig in zahlreichen gegen Juden gerichtete Verordnungen manifestierte: Juden wurden aus dem Arbeits- und Wirtschaftsleben verdrängt und bald durch die sogenannten Liro-Verordnungen ihres Eigentums beraubt.
Nach Deutung vieler Historiker war der Februarstreik für weite Bevölkerungskreise ein „Ventil für die Gefühle, die seit dem Beginn der Besetzung unterdrückt worden waren“: Unmut über den Verlust der nationalen Selbständigkeit, über die Ausbeutung der niederländischen Wirtschaft und nicht zuletzt die Repression gegen die jüdischen Mitbürger entluden sich im Protest, der die niederländische Polizei wie auch die Besatzer überraschte.
Obwohl die illegale Kommunistische Partei eine Rolle spielte, wurde der kollektive Protest von keiner Organisation gesteuert. Nach Ansicht von Guus Meershoek sind die Beweggründe der Demonstranten nicht näher zu bestimmen. Meershoek kritisiert, dass die „offiziellen Historiker“ des Reichsinstituts für Kriegsdokumentation den Menschenauflauf als einen Generalstreik bezeichnen und ihn teils als „Ausdruck einer tiefen Abscheu gegen den Antisemitismus, teils als Bewußtwerdung der Verwerflichkeit des deutschen Besatzungsregimes“ interpretieren. Auf diese Weise hätten sie die Ereignisse für die Nation wie für Außenstehende verklärt „zum Symbol der niederländischen Opposition gegenüber dem Antisemitismus.“ Im kollektiven Gedächtnis wurde dieser Protestakt „zum Zeichen moralischer Unschuld par excellence.“ Tatsächlich wurden keine weitere Initiativen ergriffen, um sich den Plänen der Besatzer zu widersetzen. Die Bevölkerung kümmerte sich – so urteilt Meershoek – bis zum Jahre 1943, als Zwangsverschleppungen weite Kreise betrafen, wenig um die am stärksten bedrohte Gruppe der Juden. Indessen war der Februarstreik in ganz Europa die einzige Streikmaßnahme, die sich im Verlauf des Zweiten Weltkriegs gegen die von den deutschen Besatzern ergriffenen Zwangsmaßnahmen gegen Juden richtete.

## Bildmaterial
Lange Zeit ging man davon aus, dass der Februarstreik entweder nicht fotografisch festgehalten worden oder entsprechendes Bildmaterial verschollen sei. Es existierte lediglich eine einzelne Aufnahme, deren Zuordnung zu den Ereignissen jedoch umstritten war. Erst im Jahr 2016 tauchte im Tagebuch eines Journalisten eine Fotografie auf, die mit großer Sicherheit streikende Arbeiter am Morgen des 25. Februar 1941 auf dem Raamplein in Amsterdam zeigt. Ein Jahr später erschienen in der Wochenzeitung Vrij Nederland vier weitere Aufnahmen aus einem privaten Familienalbum, die Streikende in Zaandam zeigen.

## Film
- De IJssalon (Das Eiscafé, 1985; Regie: Dimitri Frenkel Frank)